# Himala ng Birhen
Himala ng Birhen, noto anche come Himala ng Birhen ng Antipolo oppure Sa Antipolo, è un film del 1947 diretto da Susana C. de Guzmán, con protagonisti Rosa Del Rosario e Rogelio de la Rosa.
Il titolo della pellicola è legato alla credenza che la statua in legno della storica Madonna della Pace e del Buon Viaggio, popolarmente conosciuta come Vergine di Antipolo e situata all'interno dell'omonima cattedrale, sia in grado di offrire protezione e fortuna ai suoi devoti.

## Trama
Ramón è un laureando ed aspirante medico che si innamora della bella Pacing, quest'ultima devota della Vergine di Antipolo. Pur non essendo particolarmente religioso, decide di corteggiare la giovane e di accompagnarla regolarmente a messa. Pacing decide quindi di regalargli una foto incorniciata della Madonna di Antipolo affinché gli possa portare fortuna per il prosieguo dei suoi studi: egli riuscirà poi a finire il suo corso e a passare l'esame di abilitazione, divenendo un chirurgo di alta fama.

## Produzione
Le riprese del film si sono svolte ad Antipolo, nella provincia di Rizal.

## Distribuzione
Himala ng Birhen uscì nelle sale cinematografiche filippine il 26 ottobre 1947.